# تکیلا هرادورا
تکیلا هرادورا (انگلیسی: Tequila Herradura) شرکت نوشیدنی مکزیکی است، که در سال ۱۸۷۰ توسط فلیکس لوپز تأسیس شد.